# Abaújkér
Abaújkér es un pueblo húngaro perteneciente al condado de Borsod-Abaúj-Zemplén, distrito de Gönc.

## Superficie
Cuenta con una superficie de 17,27 kilómetros cuadrados.

## Demografía
Hasta 2023 la población era de 572 habitantes, con una densidad de población de 33,12 habitantes por kilómetro cuadrado.
| Gráfica de evolución demográfica de Abaújkér entre 2018 y 2023 |
|                                                                |
| Datos según la Oficina Central de Estadística de Hungría.      |